# Goniothalamus rongklanus
Goniothalamus rongklanus är en kirimojaväxtart som beskrevs av Richard M.K. Saunders och Chalermglin. Goniothalamus rongklanus ingår i släktet Goniothalamus och familjen kirimojaväxter. Inga underarter finns listade i Catalogue of Life.